# レイディ・アフロディータ
レイディ・アフロディータ（Lady Afrodita、女性、1990年7月18日 - ）は、メキシコ出身のプロレスラー。

## 来歴
メキシコで料理学校に通いながら、CMLLのアルカンヘル・デ・ラ・ムエルテが主催するルチャ教室でトレーニングを積み、2009年のアルカンヘル25周年記念興行でデビュー。
2011年8月、アルカンヘルの推薦でREINAに初来日。14日の東部フレンドホール大会における広田さくら戦が来日初戦。
27日の新木場1stRING大会においてLeonと対戦。その後、Leonの推薦でJWPの新人戦「蒼星杯」に出場した。
2012年よりCMLLに正式参戦。